# オホーツク水族館

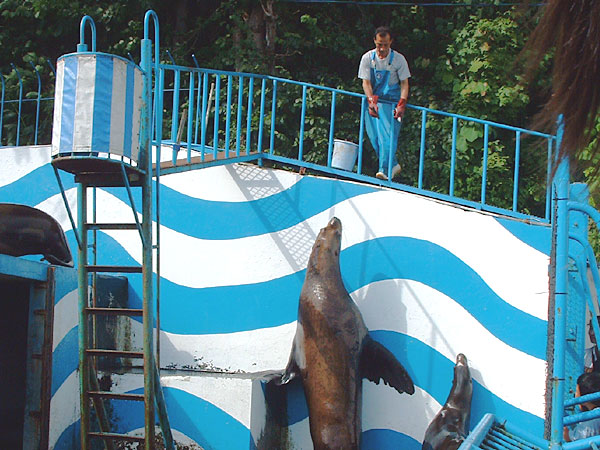
飼育員がトドに餌を与える

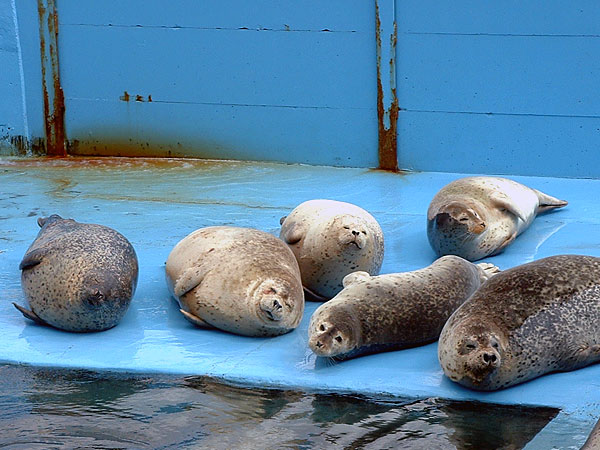
ゴマフアザラシ

オホーツク水族館（オホーツクすいぞくかん）は、2002年まで北海道網走市に存在した水族館である。
クリオネ（ハダカカメガイ）の世界初飼育で知られる。

## 施設
水族館は網走国定公園の景勝地「二ッ岩海岸」に位置し、オホーツク海に面する。施設は、水族館、海洋哺乳館、観覧場、店舗などがあった。
展示生物は北方系水族（寒流系水族）が中心ということで、サケやタラバガニ、オオカミウオやフウセンウオなどの、オホーツク海に生息する水産生物、及び、流氷と関わりのある生物とを中心に、約150種、約1万点を展示する。水族館にはシームレス回遊水槽を中心に25個の水槽を配置し、また、海洋に関する標本室、及び資料も備える。
アザラシのプールなど海獣の展示スペースも存在し、ラッコ、トド、オットセイ、アザラシ類を飼育し、2000年からフンボルトペンギンを飼育した。また、しばしば野生のアザラシやトドなどの海獣を保護飼育し、海に帰している。園の入り口近くで、ゴマフアザラシに餌付けが行える。1981年にオットセイ館が、1986年にラッコ館が、それぞれ開館している。また、オジロワシやオオワシも展示飼育していた。ラッコやペンギンなど各種の動物飼育施設を新設、改修するために、網走市や北海道庁、日本自転車振興会、日本宝くじ協会から補助を受けている。
水族館には遊園地も併設された。開園当初の名称は「網走後楽園」と記録されている。この“館外遊戯施設”には、子供向けのメリーゴーランドや電車、ムーンロケットなどの遊戯施設があった。閉鎖後に、網走市議会議員は、“網走市内唯一の遊園地”だったと紹介している。
付近は小説の舞台にもなっている。作家・三浦綾子の『続 氷点』（1971年・昭和46年発行）において、主人公・陽子が立った流氷原は、網走の文筆業・菊地慶一によると、「右手に帽子岩が見え、宿のすぐ前が流氷の海というから、そこはオホーツク水族館の前であろう」と考えている。高橋揆一郎の『晩籟』（1982年、昭和57年発行）では水族館前の二ツ岩海岸やホテル「オホーツク荘」が舞台となっている。また、二ツ岩海岸は、1990年（平成2年）から網走市民有志が鯉幟（こいのぼり）を行う場所でもある。

## 歴史

### 創設
1951年頃には水族館設置が協議され、5年後の1956年2月15日に「網走水族館設立期成会」が当時の網走市長・有末三郎を会長に結成される。そして、日本全国で10館目の水族館として、オホーツク水族館が1956年6月1日に開業した（初代館長は、前網走市助役の南部正）。経営は財団法人オホーツク水族館が1956年から行った
（財団法人の初代理事長は林好次）。1956年12月21日には、オホーツク水族館は博物館法による登録を完了させている。1966年6月15日に、水族館の新館が増築されて落成を迎えた。
また、1973年8月31日から増築工事に取り組み、翌1974年4月27日に完了した。なお、この1974年にオホーツク水族館は年間最高入館者数18万人を記録する。

### 拡大期

#### オットセイ・ウーパールーパーなど
- 1979年9月2日、ゴマフアザラシと交換で、中国産の「褐馬鶏」を受け入れる[23]。
- 1981年4月5日、オットセイ2頭が受け入れられ、25日にオットセイ館が落成し、公開される[11]。また、1984年3月9日に、銚子沖で捕獲した雌のオットセイ6頭が移入され、合計で9頭となったりした[24]。 同年7月5日には、水族館で飼育中のオットセイに仔も誕生している[24]。
- 1985年にはウーパールーパーの展示が行われ、人気を博している[25]。
- 1989年2月、オスのトド「ゴン太」の鳴き声に呼ばれたか、野生トドのオスの「ピン」（推定1986年産）が水族館の飼育場に侵入し、そのまま飼育される[5]。このありさまは、「朝になったらトドが一頭増えていた話」として語られる[26]。老衰したゴン太は1999年9月10日まで生存した（ゴン太は体長約3.2m、体重約500kg。推定年齢27歳。1975年6月に羅臼で捕獲。オホーツク水族館での飼育暦24年であった）。ゴン太の死亡をきっかけに、同年9月28日に、姉妹のトド「タンポポ」（1994年産）と「リカ」（1997年産）が繁殖のために室蘭市立水族館から移入されている[5]。
- 1990年7月21日、世界パンダ金魚協会（日本）から「パンダ金魚」が贈られ展示飼育されている[27][28]。
- 1996年4月27日、世界のナマズを集めて展示している[29]。

#### ラッコの展示開始
水族館としての魅力を高めるために、1986年6月14日に水族館の開館30周年記念事業としてラッコ館が建設着工される。7月28日、日本国内外の規格にそって、ラッコ館の建設がすすみ、また、10月1日からは、網走市内で水族館に仲間入りする予定のラッコを「サンゴ草」とともにデザインした煙草・マイルドセブンが限定発売されたりしている。
そして網走市などの支援をうけて、同年10月10日に、米国のアラスカからラッコ4頭（雄1頭、雌3頭）を約2千万円（輸送費含む）かけて搬入した。また、同時に子どもへのプレゼント用記念ワッペンとキーホルダーが作られたりもしている。ラッコたちは10月18日から一般公開された。
1987年4月12日にラッコの繁殖に成功し、仔（赤ちゃん）が誕生する。体長35cm、体重1.5kgであったが、5日後の4月17日に死亡した。このアクシデントとは関係なく、ラッコの人気でこの夏の入館者数は急増している。このラッコたちは館のシンボルとして、水族館への交通案内の標識のイラストにも描かれるようになった。
1988年4月20日、2頭のラッコの仔が誕生する。翌1989年7月15日にもラッコの仔が誕生する。8月14日に、赤ちゃんラッコが「ラリー」と命名される。8月10日には、水族館に日本動物園水族館協会から繁殖賞が贈られる。さらに1990年11月28日にもラッコの仔が2頭誕生し、翌1991年5月4日にラッコの命名式が行われ、「コッキー」と「マリー」に決まった。マリーはのちに最後の一頭となる。

#### ラリー
1989年にオホーツク水族館で生まれたラッコの「ラリー」（1989年（平成元年）7月～1994年。父ラック、母リリ）は、生後40日で母親が急死（事故死）し、オホーツク水族館で世界で初めて人工哺育により育てられる。飼育担当の鈴木勇が哺育をした。ラッコの人工哺育が難しく不可能とされたのは、一日に何度も毛づくろいをしなければならないためだが、これはヘアドライヤーを使うことで解決した。また、はじめはミルクをなかなか飲んでくれず、ミルクに細かく切った魚を混ぜておかゆをつくったりと、飼育員は寝食を忘れて様々な工夫を行い、ラリーの命をつないだ。この人工飼育例は学術的に大きく評価されている。また、この仔ラッコの話は『がんばれ！赤ちゃんラッコのラリー』という児童本に書かれ、また数年後には、絵本『おおきくなれ！ラリー』にも描かれた。その後、ラリーは、1990年（平成2年）に海遊館（大阪）に移送されたが、1994年（平成6年）に心不全で死亡した。絵本の後記に館長の本間保は、「命の大切さ、あきらめず手をつくす大切さを教えてくれたラリーのことはいつまでも心に残ると思う」と記した。

### クリオネ展示期

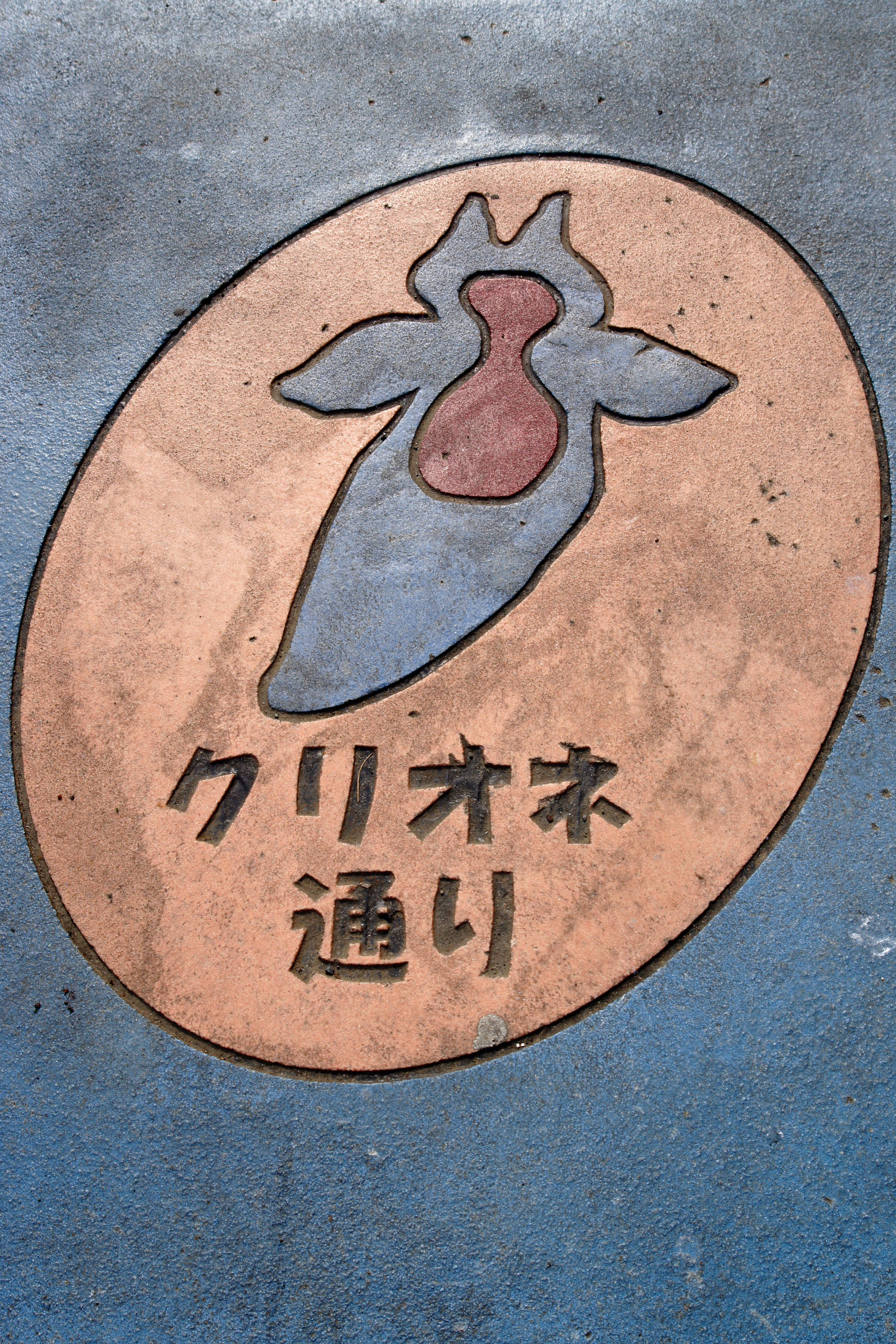
網走市にあるクリオネ通りの表示

クリオネは1990年代に網走市内で見つけられた。2月中旬に網走の主婦が北浜海岸を歩いていたところ、コンブに付着した赤い生物をみつけ、水族館に連絡が行ったことに始まる。当時は、クリオネは深海にいると思われていて、渚でも採取できるということで話題となったりしている。
水族館は1993年には、貝殻を持たない巻き貝の一種、クリオネ（和名ハダカカメガイ）の飼育に世界で初めて成功し、1993年4月28日から、「流氷の天使」のキャッチコピーを付けて日本初の展示を行う。館長の本間保が“流氷の天使”を命名した。水族館はクリオネについて「暖かくなり、流氷が北に去るとともに姿を消す謎の多い不思議な生物」だと紹介している。
水族館はクリオネの通年展示を実現したため、一躍有名となり、入館者数も増加し、また、各方面から注目を集める。人気にあやかって、1995年7月26日、水族館と網走刑務所は共同で同所製の「クリオネグッズ」を売り出している。また、1996年（平成8年）2月6日には、記念切手の「ふるさと切手」にも登場し、全国で一斉発売され、さらに、同年4月10日には、JR網走駅において「クリオネ」と「芝ざくら」のオレンジカードも発売され、さらに同年6月17日には、「クリオネ」のテレホンカードが、水族館内で販売開始されている。また、1997年10月19日には、網走市の市制施行50年記念として、ふるさと絵本「またきてねクリオネさん」が3,000部印刷され、就学前児童に無料で配布されたりしている。さらに、1999年1月15日には、クリオネを使い、森英恵がデザインしたネクタイ300本とバンダナ（大判ハンカチ）2,000枚が水族館など網走限定で発売されるとマスコミに報じられると、開館前から行列ができ、またたく間に売切れたこともある。森は1998年2月に網走に訪れ、水族館のクリオネを鑑賞している。また、2001年の年賀はがきにクリオネが使用されたりもしている。館長の本間保はクリオネ商品について、「網走の知的財産として利用が期待される」としている。
また、1993年8月9日には、玩具メーカーのヨネザワとオホーツク水族館とが、「クリオネ」の商標と意匠登録権の使用契約を締結した。翌1994年4月28日、1994年シーズンの展示の目玉が“流氷のキューピット「リマキナ」”だと伝えられ、同年11月1日には、オホーツク水族館からクリオネの交接写真がはじめて公表されている。また、クリオネの捕食について、本間は「クリオネは妖精というより怪物です。見ていると頭の部分が開いて、6本のかぎ型の触手がのびて、エビの幼生をつかまえて食べるんです」という話をしている。
水族館は商標にも力を入れる。特許庁に出願中の「流氷の天使クリオネ」の一部が1996年9月25日に商標登録され、1998年4月28日に「フウセンクラゲ」を商標登録し、そして、1999年3月31日には、「クリオネ」の商標登録が認可されている。さらに、1999年8月7日には「クリオネ」につづいて「ウリクラゲ」、「フウセンクラゲ」、「フウセンウオ」、「リマキナ」を商標登録していたものが認められる。商標権のある登録名は、「流氷の天使クリオネ」及び「クリオネ」（英名も）などのほか「マリンキューピット」「リマキナ」（同）、「虹色の宝石」「フウセンクラゲ」（同）、「海のネオンサイン」「ウリクラゲ」（同）、「フウセンウオ」（和名のみ）などである。これで水族館が保持する、審査中を合わせた商標権を持つ登録名は、約20種となった。また、フウセンウオには「北のUFO」もある。

### フウセンウオ・ペンギン・カワウソなど
クリオネに続いて水族館は新たなスター探しも行う。2000年5月には、飼育観察していたダンゴウオ科のフウセンウオとナメダンゴを日本で初めてふ化させる。フウセンウオは越年飼育が難しく、約二千匹がふ化したうち、2001年春まで生き残ったのは250匹だった。2001年4月29日の網走新聞は、フウセンウオを今シーズンの見ものだと紹介し、また、同年8月1日には、水族館が公募していたフウセンウオのワンポイント・マーク(デザイン)が選定されたりもした。フウセンウオについては、水族館プロデューサーの中村元によると、クリオネに次いでフウセンウオが北海道発のブレイクをすると期待したが、飼育が難しいこともあって、ブレイクはしなかったと残念がっている。

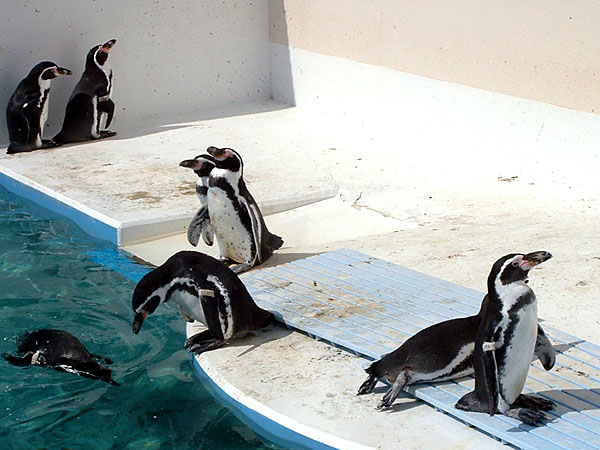
フンボルトペンギン

水族館は新しくペンギン展示舎をつくり、2000年4月24日、網走市の補助を得て小樽水族館から移入したフンボルトペンギン10羽(雄・雌各5羽)が到着し、4月28日から公開された。網走新聞はペンギン展示について「道東や近郊の客、子供に人気」と書いている。
ところが、2000年にラッコ2頭が相次いで死亡してしまい、1頭になってしまった。最後の1頭となったラッコのマミー（メス・1992年4月14日-2012）はこの場での飼育は諦め、2002年2月28日に、繁殖に役立てるために、茨城県のアクアワールド・大洗へ移送されていく。13年間のラッコの飼育について、館長の本間保は「野生動物の奥深い飼育の難しさを経験した。とくにラッコが、これほど困難だとは予想を超えていた。飼育担当の職員もよくやった。これまでに得た飼育のノウハウやデータを今後に生かしたい」と網走新聞の取材に話している。また網走新聞は「本当に残念」と伝えている。
マミーが移送されて空き家となったラッコ館は、2002年4月20日に、大阪の海遊館から雌雄ひとつがいの「コツメカワウソ」（「ニッキ」オス1992年産、「カリン」メス1993年産）が空路で移送されて新生活が始まり、同年4月27日から北海道内初の一般公開がなされている。繁殖を期待され、また、ゴールデンウィーク明けの網走新聞は早くも人気となったと伝える。
また、2001年にはカナダの北極圏（北極海）のクリオネの展示を行う。北極海のクリオネはオホーツク海産よりも大きく、水族館において比較展示された。この北極海のクリオネがオホーツク海のものより一回り大きい理由を、館長の本間保は、北極海は時期が夏で、餌が豊富だからと考えている。北極海のクリオネは海遊館（大阪市）を経て水族館に贈られた。
しかしこれらの取り組みは、大きな集客増には結び付かず、2000年から入館者数が10万人を割り込んでいた。施設の老朽化などが原因といわれる。

### 水族館の閉鎖
2002年7月31日に財団法人オホーツク水族館は、今年8月末での水族館の閉鎖を決定した。翌月18日に、1956年6月の開館からの、のべ入館者数が600万人を超えたものの、惜しまれながら31日に閉鎖となった。網走市議会は、同年11月29日に、水族館の、鳥類以外のほとんどの飼育動物たちが他園に譲渡されたことを公表した。また同日に、水族館は、飼育していた天然記念物のオジロワシをおびひろ動物園に移送している。最終的には、飼育していたアザラシやトド、ペンギンなどの海獣はおたる水族館に、また、魚類はノシャップ水族館（稚内市）に、そして4匹いたオジロワシやオオワシなどの鳥類は、円山動物園（札幌市）をはじめ、旭山動物園（旭川市）、おびひろ動物園、釧路市動物園に引き取られた。
2002年11月6日に、財団法人は水族館は清算するため、水族館施設を関西梱包株式会社（大阪）に買収してもらう。また、翌2003年3月20日に網走市議会が担保権の無い貸付金1億5千万円を返済免除する決議を行った。
2003年9月20日に、本間保・元オホーツク水族館館長（66歳）が、脳溢血のため死去する。本間は、水族館閉鎖後の残務整理のため、水族館のそばにある社宅で暮らし、自宅で寝たことはなかったと読売新聞が伝える。本間の伝記は、北海道の歴史を刻んだ人々を記録する『ほっかいどう百年物語 第五集』にも収録されている。また、本間は1997年8月8日、環境庁自然保護局長から表彰されたこともある。
2008年の北海道教育大学は、網走市の観光の状況について、「平成14年を境にして急速に観光客の足が遠退いている。これの原因は網走水族館の閉館と流氷の減少が問題だと思う。平成14年に閉館した網走水族館は網走観光の大きな目玉で、閉館したのはとても大きな痛手だった。これにより二つ岩方面への観光がほとんどなくなり、古くからある商店街などには観光客が入らなくなってしまった。」と論じている。

## 記録

### 飼育と繁殖
- 1983年7月19日、日本で初めてヒゴロモエビの餌づけ飼育に成功する[58]。
- 1984年7月5日、オットセイに仔が誕生する[24]。
- 1986年8月13日、水族館で実験飼育中の「コブダンゴ」が日本初公開される[12]。
- 1987年からラッコの繁殖に成功し、1987年に1頭、1988年に2頭、1989年に1頭、1990年に2頭などの仔が誕生し[31][32][33][27]、13年間で雄2頭、雌5頭の合計7頭を繁殖した[6]。これらのラッコの仔たちは大分のマリンパレス（大分県）や海遊館（大阪）などに「子分け」された[6]。
- 1988年10月16日、日本初の「イヌゴチ」の水槽内産卵に成功する[32]。
- 1989年8月10日、水族館に日本動物園水族館協会から繁殖賞が贈られる[33]。
- 1992年4月13日、希少動物増殖計画で取り組んでいたゼニガタアザラシのカップリングに成功する[59]。
- 1992年7月16日、日本で初めてオグロコンニャクウオの孵化と飼育に成功する[59]。
- 1993年4月28日、日本初の「クリオネ」（ハダカカメガイ）の展示の開始[39]。
- 1999年7月、ミズダコが水槽内で産卵し、2000年7月にふ化する[17]。
- 2000年8月、日本で初めてダンゴウオ科のフウセンウオとナメダンゴをふ化させる[6][17]。

### 保護の記録
- 1972年8月、網走沖で小型捕鯨船がシャチ（ゼロ(0)号）を捕鯨銛で射て、日本で初捕獲する。シャチは港で数日間過ごしたのち、オホーツク水族館に移送され、3日間の仮飼育が行われる。そして鴨川シーワールドへ緊急移送されたが、捕獲時の銛の傷が重く敗血症で死亡した[60]。
- 1983年5月20日、羅臼で捕獲されたラッコの保護飼育が行わるが、26日に衰弱死[58]。
- 1984年5月18日、カモメに襲われたシロフクロウが、紋別沖で漁船に助けられ、水族館に保護される。このシロフクロウは回復を待って放鳥される[24]。
- 1985年5月9日、網走市内で飛び立てないオオハクチョウ1羽が保護され、水族館において来季まで保護飼育される[25]。
- 2000年2月26日早朝、初めて網走川にトドが迷い込み、網走市北1東2の民家付近の路上にいるところを発見され、警察が保護し水族館が養生させる[8]。このトドは、水族館の雌トドの「タンポポ」や「リカ」にすぐなついた[8]。保護されたトドは3歳と若く、増えたシャチに追われた可能性もあった[8]。水族館は抗生物質や増強剤を混ぜた餌を食べさせることに成功し、健康を回復している[8]。4月13日に、水族館前の海岸（浜）からのオホーツク海へ放つ[61]。
- 2001年5月3日、網走市の鱒浦漁港の船揚場で、衰弱したゴマフアザラシの仔（赤ちゃん）が、水族館に保護される[9]。

### 社会貢献
- 1999年春や[62]、2001年春など、海遊館（大阪市）で開催された「オホーツク流氷ウイーク」に、クリオネやフウセンウオ、オオカミウオなどを展示協力する[17]。

### 入館者数の記録
水族館は開館当初から赤字体質で1億3,500万円の累積債務があり、1994年度には網走市から1億5千万円を無利子での貸し付け（補助）を受けている。援助を受けて一時的に経営は安定したが、入館者の減少と共に1998年度から再び財務内容が悪化した。
- 1974年に年間最高入館者数18万人を記録する[7]。
- 1985年5月8日までのゴールデンウイークでは、ウーパールーパー人気で、水族館は例年の2倍の入館者数だった[25]。同年7月7日、水族館がのべ入館者数400万人に達成し記念式が挙行される[25]。
- 1987年5月7日までのゴールデンウィーク中の入館者数が16,553人となり、前年比53%増となる[31]。同年8月26日、ラッコの人気で入館者数が10万人を突破する[31]。11月3日に冬季休館したが、当期の入館者数が14万3千人となった[31]。
- 1988年11月3日に冬期休館し、当期の入場者11万5,000人となり、前年比10％減となった[32]。
- 1990年11月3日に冬期休業になったが、今年度の入館者数は11万6千人で前年比8千人増となった[27]。
- 1991年8月21日、お盆（13～16日）期間のオホーツク水族館の入館者数が14,591人で前年比1,584人増となった[34]。
- 1992年3月14日までの冬季開館中の入館者数は2,619人であった[59]。同年11月6日、今期の入館者数が昨年より2,500人減となった[59]。
- 1993年1月26日、昨1992年に引き続き、冬季イベントの期間中は展示館のみの開館となった[39]。同年3月20日、冬季開館中の入館者数が増加したと記録される[39]。
- 1995年8月20日、8月10日～16日までのお盆期間の入場者数が3％弱増と発表される[42]。
- 1996年3月3日、冬季開館が終了し、入館者数が増加する[29]。同年11月4日、今シーズンが終了し、入館者数が11万5,606人となった[29]。
- 1997年3月20日までの冬期開館中に、入館者数が1万2,086人で前年比48%増を記録した[43]。
- 2000年5月、3-7日のゴールデンウィークの入館者数は、4日の3,885人をピークに、計13,398人となり約10%増加[5]。
- 2000年から入館者数が10万人を割り込む[7]。2000年11月3日、夏の営業を終えた段階で、入館者数（有料利用者数）は83,500人で、前年比7,000人(13.5%)減となる[17]。
- 2001年2月、9日～14日まで開かれた「第三十六回あばしりオホーツク流氷まつり」の期間の水族館の入館者数は、前年並みの1,492人であった[17]。
- 2002年8月18日、1956年開館からの、のべ入館者数が600万人を超えた[2]。

## 展示生物
- トド
- ゴマフアザラシ
- アゴヒゲアザラシ
- フンボルトペンギン

この水族館で展示される生物は以下である。
- オホーツクのギャング・猛魚
  - オオカミウオ
- マリンキューピット
  - リマキナ
- 虹色の宝石
  - フウセンクラゲ
- 海のネオンサイン
  - ウリクラゲ
- 北のUFO[2]
  - フウセンウオ
- オオイボイソギンチャク

- アブラツノザメ
- メガネカスベ

- ニシン
- サケ
- サクラマス
- イトウ
- アメマス

- オオカミウオ

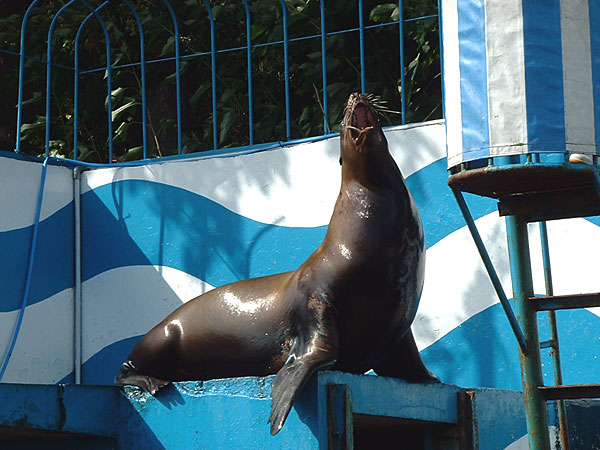
トド
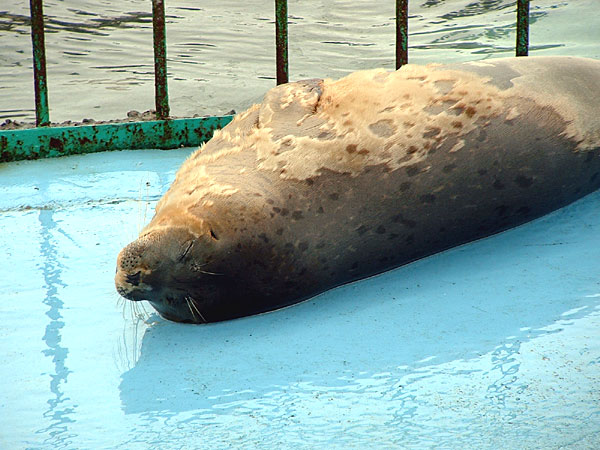
ゴマフアザラシ
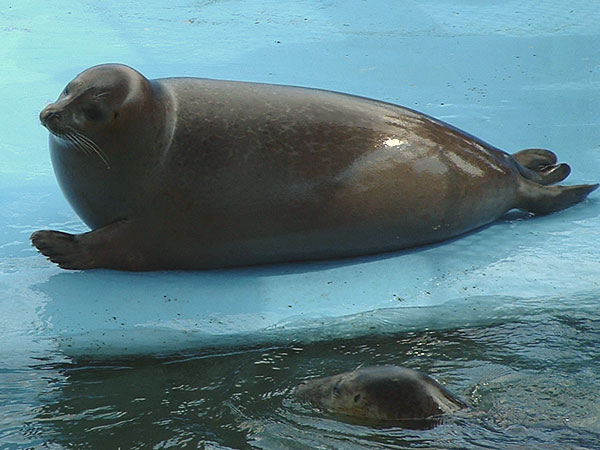
アゴヒゲアザラシ
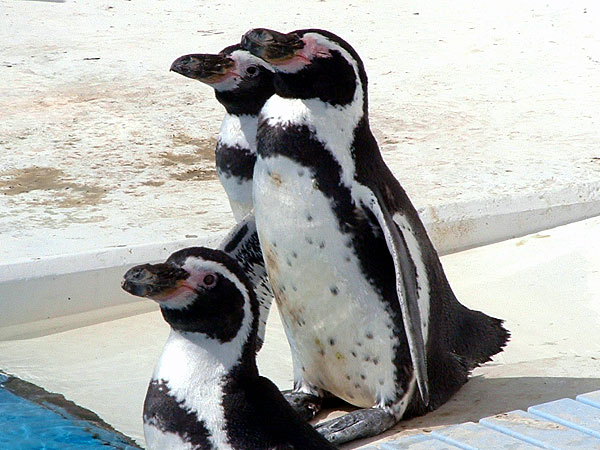
フサギンボ
- エゾカジ
- タウエガジ
- トラフグ
- エゾメバル
- クロゾイ
- ホッケ
- ウサギアイナメ - 産卵に成功。しかし、オスが卵塊を保護する習性が不十分で、ふ化はならず[63]。
- スジアイナメ
- ヨコスジカジカ
- オニカジカ
- マカジカ
- ケムシカジカ

- クサウオ
- ホカケアナハゼ
- イヌゴチ
- アツモリウオ
- トクビレ
- マダラ
- コマイ
- コマゾイ[5]

- オヒョウ
- サメガレイ
- ババガレイ

- キタウミグモ[5]
- タラバガニ
- アブラガニ
- イバラガニ
- ズワイガニ
- ケガニ
- ホッカイエビ
- ミズダコ - 2000年産卵、2001年ふ化[17]。
- イソギンチャク

- ラッコ
- トド
- ゴマフアザラシ
- アゴヒゲアザラシ[64]
- オットセイ
- オジロワシ
- オオワシ

暖流系の水族（2000年から）
- キントキダイ[5]
- ミヤコテングハギ[5]
- オジサン[5]
- ミノカサゴ[5]
- ハリセンボン[5]

など最大約150種10,000点他、標本室展示資料約3,000点

## 事業

### 営業の記録
- 4月28日～11月3日 - 午前8時30分～午後5時[65]
- 1月20日～3月20日 - 午前9時～午後4時[65]
- 期間中無休[65]

### 料金の記録
- 夏季料金 大人800円 高校生800円 小中学生400円 幼児300円[65]
- 冬季料金 大人600円 高校生600円 小中学生300円 幼児200円[65]

団体（20名以上）
- 夏季料金 大人640円 高校生320円 小中学生320円 幼児240円[65]
- 冬季料金 大人480円 高校生320円 小中学生240円 幼児160円[65]